# Маріо Осбен
Маріо Осбен (ісп. Mario Osbén, нар. 14 липня 1955, Чигуаянте — 7 лютого 2021) — чилійський футболіст, що грав на позиції воротаря. По завершенні ігрової кар'єри — тренер.
Виступав, зокрема, за клуби «Уніон Еспаньйола», «Коло-Коло» і «Кобрелоа», з кожним з яких по два рази вигравав чемпіонат Чилі. Гравець національної збірної Чилі.

## Клубна кар'єра
У дорослому футболі дебютував 1970 року виступами за команду клубу «Депортес Консепсьйон». 
Згодом з 1971 по 1979 рік грав у складі команд клубів «Ньюбленсе», «Депортес Консепсьйон» та «Уніон Еспаньйола».
Своєю грою за останню команду привернув увагу представників тренерського штабу клубу «Коло-Коло», до складу якого приєднався 1980 року. Відіграв за команду із Сантьяго наступні п'ять сезонів своєї ігрової кар'єри.
Завершив професійну ігрову кар'єру у клубі «Кобрелоа», за команду якого виступав протягом 1986—1992 років. 1991 року досвідчений голкіпер був обраний Футболістом року в Чилі.

## Виступи за збірну
1979 року дебютував в офіційних матчах у складі національної збірної Чилі. Протягом кар'єри у національній команді, яка тривала 10 років, провів у формі головної команди країни 36 матчів.
У складі збірної був учасником Кубка Америки 1979 року, де разом з командою здобув «срібло», чемпіонату світу 1982 року в Іспанії, а також Кубка Америки 1987 року в Аргентині, де також став віце-чемпіоном континенту.

## Кар'єра тренера
Розпочав тренерську кар'єру, повернувшись до футболу після невеликої перерви, 1996 року, очоливши тренерський штаб клубу «Універсідад де Консепсьйон», в якому працював протягом трьох років.

## Титули і досягнення
- Чемпіон Чилі (6):

«Уніон Еспаньйола»: 1975, 1977
«Коло-Коло»: 1981, 1983
«Кобрелоа»: 1988, 1992
- Срібний призер Кубка Америки: 1987